# ثلاثيات دوبراينر

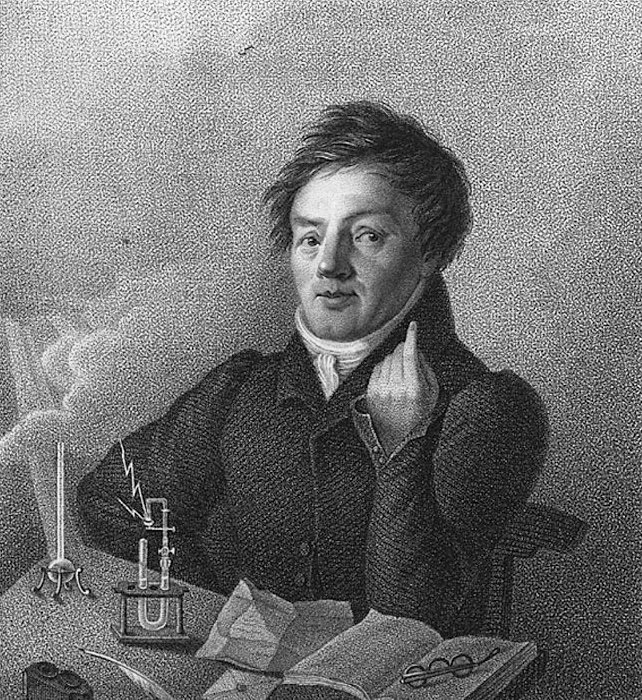
يوهان فولفجانج دوبرينير

ثلاثيات دوبراينر هي محاولة مبكرة لفرز العناصر في بعض الترتيب المنطقي والمجموعات بناءً على خصائصها الفيزيائية. وهي مماثلة للمجموعات في الجدول الدوري الحديث، حيث كان 53 عنصرًا معروفًا في وقته، بحلول عام 1829، أوجد دوبراينر عناصر كيميائية متشابهة إذا ما ترتبت بدلالة تزايد أوزانها الذرية، ويكون الوزن الذري للعنصر المتوسط فيها مساوياً المتوسط الحسابي للوزنين الذريين للعنصرين الآخرين، لتكوّن عناصر ثلاثية مجموعة متتالية في الجدول الدوي، مثل المجموعات في الجدول التالي:
| اسم الثلاثيات                 | العناصر والكتل الذرية | العناصر والكتل الذرية               | العناصر والكتل الذرية |
| اسم الثلاثيات                 | العنصر 1 كتلة         | العنصر 2 متوسط 1 و 3 الكتلة الفعلية | العنصر 3 كتلة         |
| ----------------------------- | --------------------- | ----------------------------------- | --------------------- |
| العناصر المكونة للقلويات      | الليثيوم 6.941 u      | صوديوم 22.989769 u 23.01965 u       | البوتاسيوم 39.0983 u  |
| العناصر القلوية المكونة للأرض | الكالسيوم 40.078      | سترونتيوم 87.62 u 88.7025 u         | الباريوم 137.327 u    |
| العناصر المكونة للملح         | الكلور 35.470 u       | البروم 79.904 u 81.187 u            | اليود 126.904 u       |
| العناصر المكونة للحمض         | كبريت 32.065 u        | السيلينيوم 78.971 u 79.8325 u       | التيلوريوم 127.60 u   |